# Goiânia Rodeo Festival
Goiânia Rodeo Festival é um evento de rodeio e música sertaneja realizada em Goiânia, metrópole brasileira, desde 2007. Sua primeira edição atraiu um público de 134 mil pessoas no Autódromo Internacional Ayrton Senna. Realizado todos os anos na capital goiana, tornou-se o maior evento de rodeio da Região Centro-Oeste do Brasil.